# 1826년 영국 총선
1826년 영국 총선은 영국에서 의회 최대 임기인 7년을 앞두고 실시된 총선으로 여당인 토리당이 승리하였다.